# Selaginella trachyphylla
Selaginella trachyphylla är en mosslummerväxtart som beskrevs av Addison Brown. Selaginella trachyphylla ingår i släktet mosslumrar, och familjen mosslummerväxter. Inga underarter finns listade i Catalogue of Life.